# Who You Love
"Who You Love" é uma canção do artista musical estadunidense John Mayer, contida em seu sexto álbum de estúdio Paradise Valley (2013). Conta com a participação da cantora conterrânea Katy Perry. Foi composta e produzida por Mayer, com o auxílio na escrita por Perry e na produção por Don Was. A faixa foi enviada às estações de rádios dos Estados Unidos em 2 dezembro de 2013, servindo como o terceiro single do disco.

## Antecedentes e gravação
A música foi composta por Mayer, com Perry escrevendo seus próprios versos. O cantor declarou que eles mantêm um relacionamento privado, o qual ele descreveu como sendo muito "humano". Sobre a escrita da obra, Mayer comentou: "'Who You Love' é uma doce melodia que conta a história de abrir o seu coração e permitir-se amar plenamente a pessoa em sua vida — ou especificamente 'amar quem você ama, quem você ama'. Foi uma experiência gratificante e a música se parece com aqueles duetos que tocavam nas rádios dos anos 1970 e 1980, e quando eu a ouvi de novo, foi muito convincente. E eu acompanhei-a ganhando forma e ainda estou meio que surpreso." Em entrevista à revista Billboard, o artista declarou que a ideia geral por trás da faixa pode ser vista como: "Eu te amo baseando-me no fato de que tentei fugir e não o fiz, eu desisti." Em relação á Perry ter elaborado as letras de sua própria parte, ele alegou que "foi uma oportunidade muito divertida para ela escrever a sua versão da história." Durante um discurso na Universidade de Oxford, John asseverou: "Eu não a convidaria para participar de uma canção se eu não achasse a ideia boa e ela não teria aceitado se não pensasse o mesmo. Por isso, foi uma transação totalmente artística." Já Perry definiu o dueto como "incrível", continuando: "Estou tão orgulhosa porque quando as pessoas a ouvirem, elas também estarão ouvindo um outro lado meu."

## Divulgação

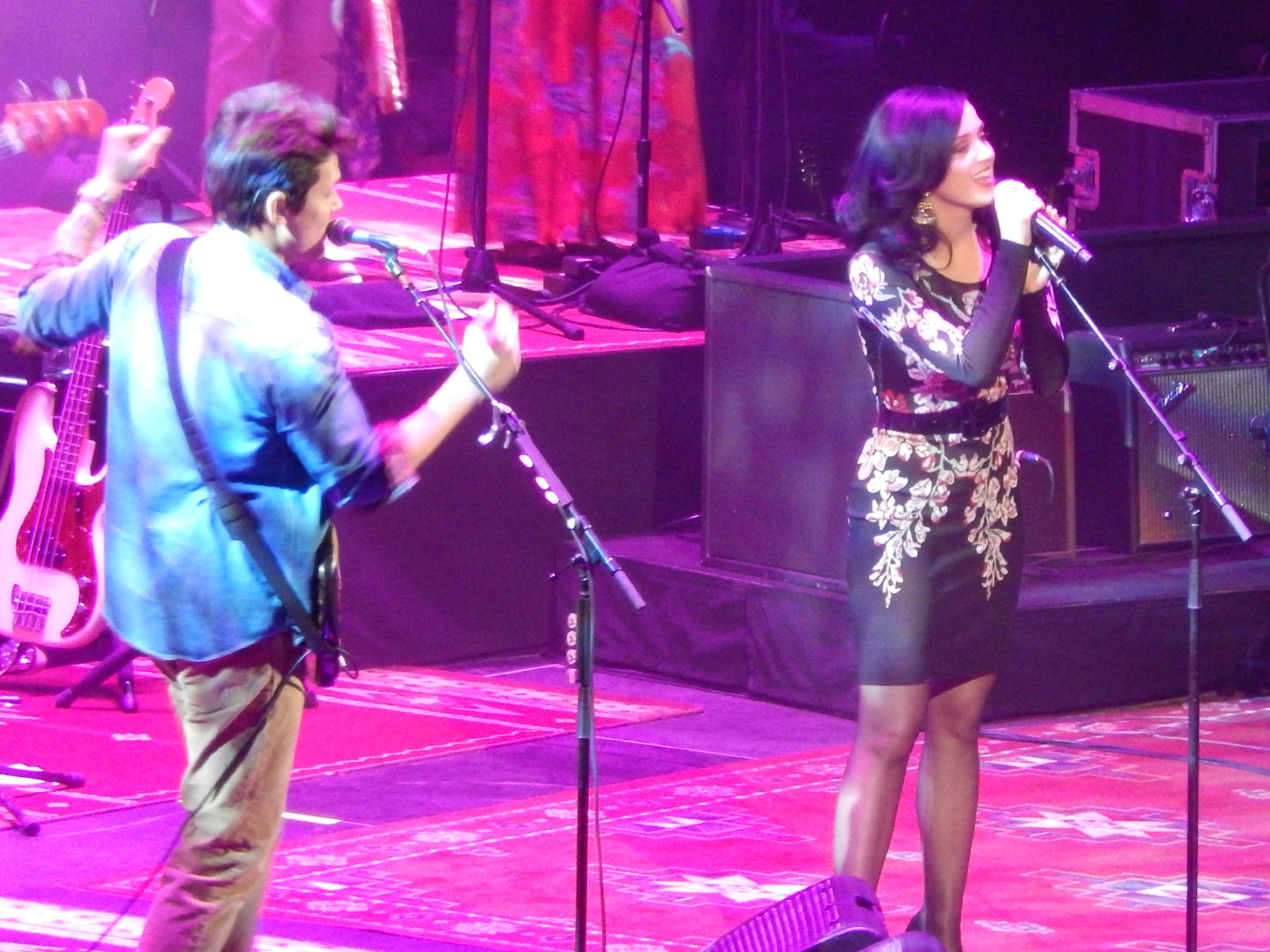
Mayer e Perry cantando “Who You Love” no Barclays Center en Nova Iorque (17 de Dezembro de 2013)

Mayer anunciou que "Who You Love" serviria como o terceiro single de Paradise Valley em sua conta no Tumblr, durante um jogo de perguntas e respostas feito com seus fãs. A capa de arte foi revelada em 2 de dezembro de 2013, e apresenta uma fotografia de Mayer e Perry tirada pelo profissional Mario Sorrenti. A imagem foi divulgada junto a uma sessão de foto do casal também capturada por Sorrenti para a revista Vanity Fair.

## Desempenho nas tabelas musicais

### Posições
| Tabela musical (2013)              | Melhor posição |
| ---------------------------------- | -------------- |
| Canadá (Canadian Hot 100)          | 70             |
| Estados Unidos (Billboard Hot 100) | 48             |
| Estados Unidos (Adult Pop Songs)   | 18             |
| Estados Unidos (Rock Songs)        | 11             |

## Histórico de lançamento
| País           | Data                  | Formato          | Gravadora |
| -------------- | --------------------- | ---------------- | --------- |
| Estados Unidos | 2 de dezembro de 2013 | Rádio mainstream | Columbia  |